# John Malm (konstnär)
John Emanuel Malm, född 1900 i Stockholm, död 1968, var en svensk bildkonstnär och skulptör. Han är kanske mest känd för sina gatumotiv i olja från Stockholm som han signerade J.Malm.

## Läs mer
- Konstnärslexikonett Amanda